# Nes (Russland)
Nes (russisch Несь) ist ein Dorf (Selo) im Autonomen Kreis der Nenzen in Russland mit 339 Einwohnern (Stand 14. Oktober 2010). Der Ort befindet sich in einem Sperrgebiet und darf nur mit Genehmigung des FSB betreten werden.

## Geographie
Nes liegt etwa 380 km Luftlinie südwestlich von Narjan-Mar, dem Verwaltungszentrum des Autonomen Kreises der Nenzen. Der Ort befindet sich am rechten Ufer des namensgebenden Flusses Nes, etwa 20 km vor dessen Einmündung in die Mesenbusen der Barentssee.
Administrativ gehört Nes zum Sapoljarny rajon. Zudem ist es Verwaltungssitz der Gemeinde Kaninski selsowet, zu der neben Nes auch die Dörfer Tschischa und Mgla gehören.

## Geschichte
Der Ort entstand als Fischersiedlung in der zweiten Hälfte des 18. Jahrhunderts und wurde im Buch Puteschestwija Iwana Lepjochina w 1772 godu (deutsch Reisen Iwan Lepjochins im Jahr 1772) erstmals namentlich erwähnt. Im Jahr 1830 bestand der Ort aus sieben Gehöften.
Bis zum Jahr 1903 war Nes Teil der Dorogorskaja wolost des Mesenski ujesd. Von 1903 bis 1924 war Nes administratives Zentrum der Nesskaja wolost. Ab 1924 gehörte Nes zur Kanino-Tschoschskaja samojedskaja wolost. Im Zuge einer Verwaltungsreform im Jahr 1929 wurde die Wolost zum Kanino-Timanski rajon umgebildet und gehörte ab 1934 zum Nenezki nazionalny okrug. Mit der Auflösung des Rajon im Jahre 1959 erfolgte die Verwaltung des Ortes durch den Nesski selsowet, dessen administratives Zentrum Nes war.
Seit dem  Jahr 2005 ist Nes als Zentrum des Kaninski selsowet Teil des Sapoljarny rajon.

### Bevölkerungsentwicklung
| Jahr | Einwohner |
| ---- | --------- |
| 1922 | 334       |
| 2010 | 339       |

Anmerkung: 2010 Volkszählungsdaten

## Infrastruktur
Der Ort verfügt über grundlegende Bildungseinrichtungen (Kindergarten, Mittelschule, Internat), ein kleines Krankenhaus, eine Bibliothek, ein Kulturhaus, ein Postbüro, ein Dieselkraftwerk, eine Bäckerei und diverse Läden.

## Wirtschaft und Verkehr
In Nes gibt es keine Industrie. Die Bevölkerung ist schwerpunktmäßig im Fischfang und der Rentierhaltung tätig.
Nach Nes verlaufen keine ganzjährig befahrbaren Straßen. Etwa einen Kilometer westlich des Ortes gibt es einen kleinen Flughafen, von dem aus regelmäßige Verbindungen nach Archangelsk und Narjan-Mar bestehen. Der Warentransport erfolgt in den eisfreien Monaten zusätzlich über den Seeweg.

## Sperrgebiet
Nes gehört, wie weite Teile des Sapoljarny rajon, zur so genannten Grenzzone (Пограничная зона) der Russischen Föderation. In diesen Gebieten ist der Zugang sowohl für Russen als auch für Ausländer reglementiert. Genehmigungen für das Betreten dieser Gebiete werden vom FSB erteilt.